# Plectiscidea tenuicornis
Plectiscidea tenuicornis är en stekelart som först beskrevs av Forster 1871.  Plectiscidea tenuicornis ingår i släktet Plectiscidea och familjen brokparasitsteklar. Arten är reproducerande i Sverige. Inga underarter finns listade i Catalogue of Life.